# 拉臘米迪亞
拉臘米迪亞古陸是距今大約9000-7000萬年前白堊紀晚期的一塊小型大陸，當時在現在的北美洲西部有一條內路海道，將拉臘米迪亞古陸與今日北美洲的剩餘部分隔離開來。

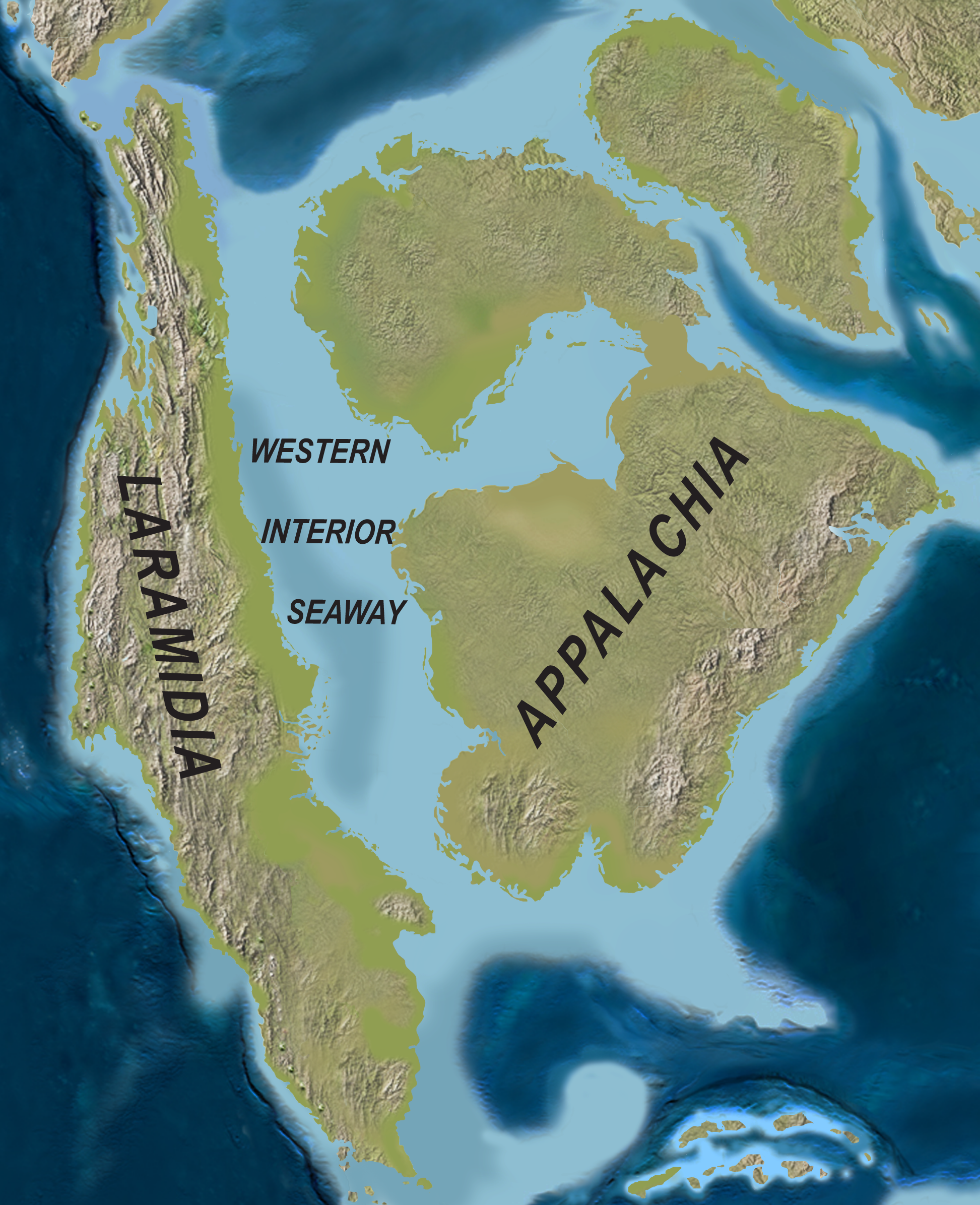
坎帕期的北美洲

科學家注意到，在拉臘米迪亞大陸的南北部似乎同時住著許多不同類型的大型恐龍，包括各式各樣的角龍科以及暴龍科恐龍，雖然批評者對於此地的土地面積和食物數量是否能夠同時供養如此多樣的大型動物表示懷疑，但最近在大階梯-埃斯卡蘭特國家公園的凱帕羅維茲地層挖掘出的化石中發現了以往未知的恐龍群，鞏固了其理論。